# Calling Dr. Love
Singles de Kiss
Hard Luck Woman
(1976) Christine Sixteen
(1977)
Pistes de Rock and Roll Over
Take Me
(2) Ladies Room
(4)
Calling Dr. Love est une chanson du groupe de Hard rock américain Kiss, paru sur l'album Rock and Roll Over en 1976. La chanson a été écrite par le bassiste Gene Simmons au Holiday Inn, à Evansville dans l'Indiana. Il s'agit du second single de l'album et le quatrième se classant au top 20 des singles du Billboard, Calling Dr. Love a atteint la 16e position au classement. Le single se classe aussi à la seconde place au Canada.
Le titre de la chanson est venue d'un film du trio Les Trois Stooges, Men in Black sorti en 1934, contenant une annonce d'un interphone de l'hôpital: « Calling Doctor Howard, Doctor Fine, Doctor Howard » ce qui signifie respectivement Moe, Larry et Curly.

## Publicité
La chanson a été utilisée en 2009 dans une publicité pour la boisson Dr Pepper saveur cerise.
Dans la publicité, Gene Simmons présente la boisson entouré de femmes avec derrière lui un grand logo du groupe Kiss s'illuminant lorsqu'il dit «KISS of cherry», le fils de Simmons entre alors et lui reproche de trop insister sur le mot «KISS», comme la saveur est très douce. Le spot se termine avec Dr. Love rappelant aux auditeurs de lui faire confiance, «Trust me, I'm a doctor !».

## Composition du groupe
- Gene Simmons – basse, chants
- Paul Stanley – guitare rythmique
- Peter Criss – batterie
- Ace Frehley – guitare solo

## Liste des titres
| A. | Calling Dr. Love | Gene Simmons               | 3:02 |
| B. | Take Me          | Paul Stanley, Sean Delaney | 2:53 |